# 457248 Hondius
457248 Hondius este o planetă minoră (asteroid), cu un diametru de 3,219 km, din centura de asteroizi. A fost descoperită pe 20 august 2008 la  de Vincenzo Silvano Casulli⁠(d). 
Obiectul prezintă o orbită caracterizată de o semiaxă mare de 3,1067312546765 UAi, o excentricitate de 0,16284495002277, o înclinație de 26,572707920794 ° în raport cu ecliptica.